# Valerij Kobzarenko
Valerij Mykolajovitsj Kobzarenko (Oekraïens: Валерій Миколайович Кобзаренко) (Kiev, 5 februari 1977) is een Oekraïens voormalig wielrenner die in 2013 uitkwam voor Kolss Cycling Team. In 2005 werd hij door zijn ploeg Acqua & Sapone geschorst, omdat daar verboden middelen op zijn hotelkamer waren gevonden.

## Belangrijkste overwinningen
2006
1e etappe Tour de Beauce
Eindklassement Tour de Beauce
2013
Proloog Ronde van Roemenië (ploegentijdrit)

### Resultaten in voornaamste wedstrijden
| Jaar | Gent-Wevelgem | Ronde van Lombardije | Dwars door Vlaanderen | Scheldeprijs |
| ---- | ------------- | -------------------- | --------------------- | ------------ |
| 2004 |               | opgave               |                       |              |
| 2005 |               |                      | 58e                   |              |
| 2006 | 106e          |                      | 66e                   | opgave       |

Astolfi ·
Colombo · 
Colonna ·
Conti ·
Di Cintio ·
Di Luca ·
Gasperoni ·
Gentili · 
Giabbecucci ·
Giunti ·
Jakovlev ·
Martín ·
Marzoli ·
S. Masciarelli · 
Negrini ·
Pepoli ·
Pospjejev · 
Scotti ·
Simeoni · 
Spezialetti ·
Tonti · 
Trenti ·
Kobzarenko (stagiair) ·
Lobato (stagiair) ·
A. Masciarelli (stagiair)
Bazzana · Bertogliati · Bodrogi · Bowden · Calabria · Callegarin · Dugan · Eldridge · Grendene · Ilešič · A. Jefimkin · V. Jefimkin · Kerkhof · King · Kobzarenko · Kocjan · Mejías · Melero · Reijnen · Sjmidt · Steward · Verschoor · Magner (stagiair) · Rosskopf (stagiair)